# Hotel Gellért

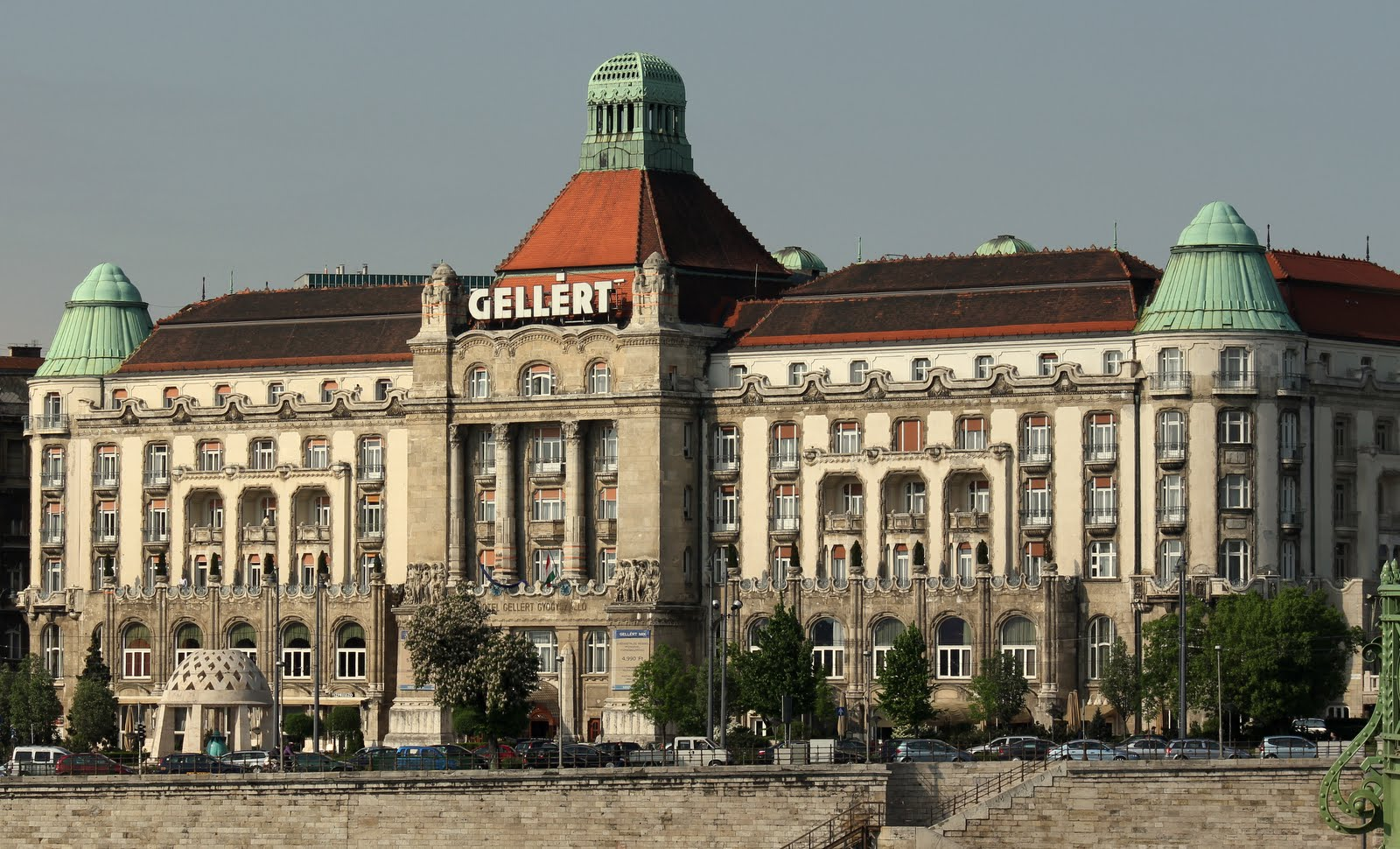
Hotel Gellért

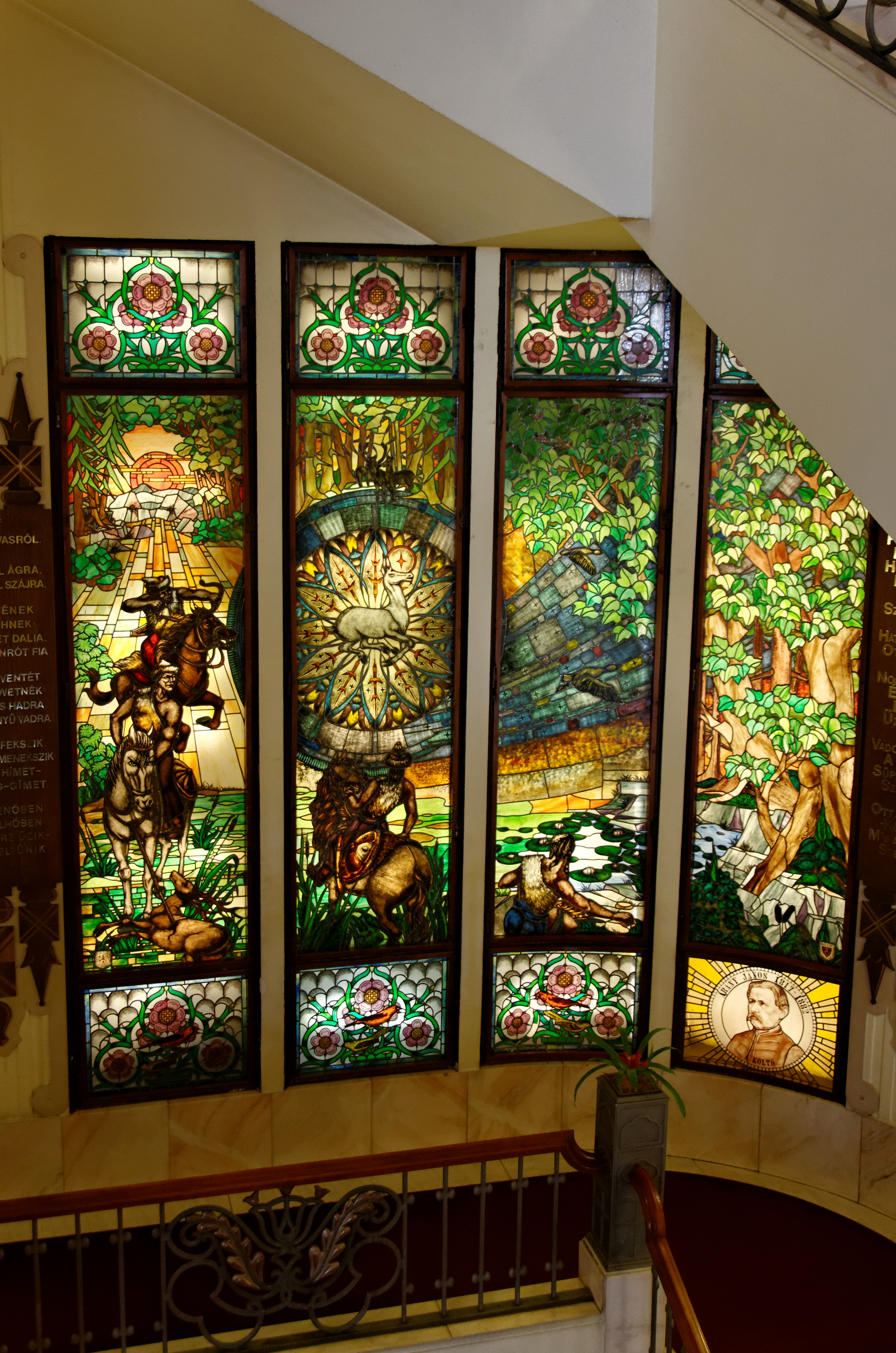
Glasgemäldefenster

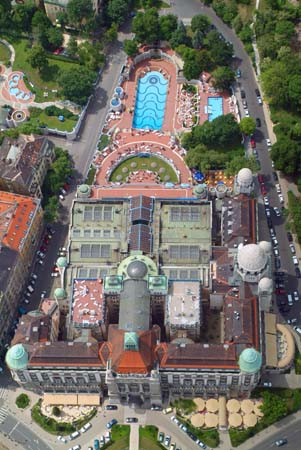
Hotel Gellért mit Gellértbad

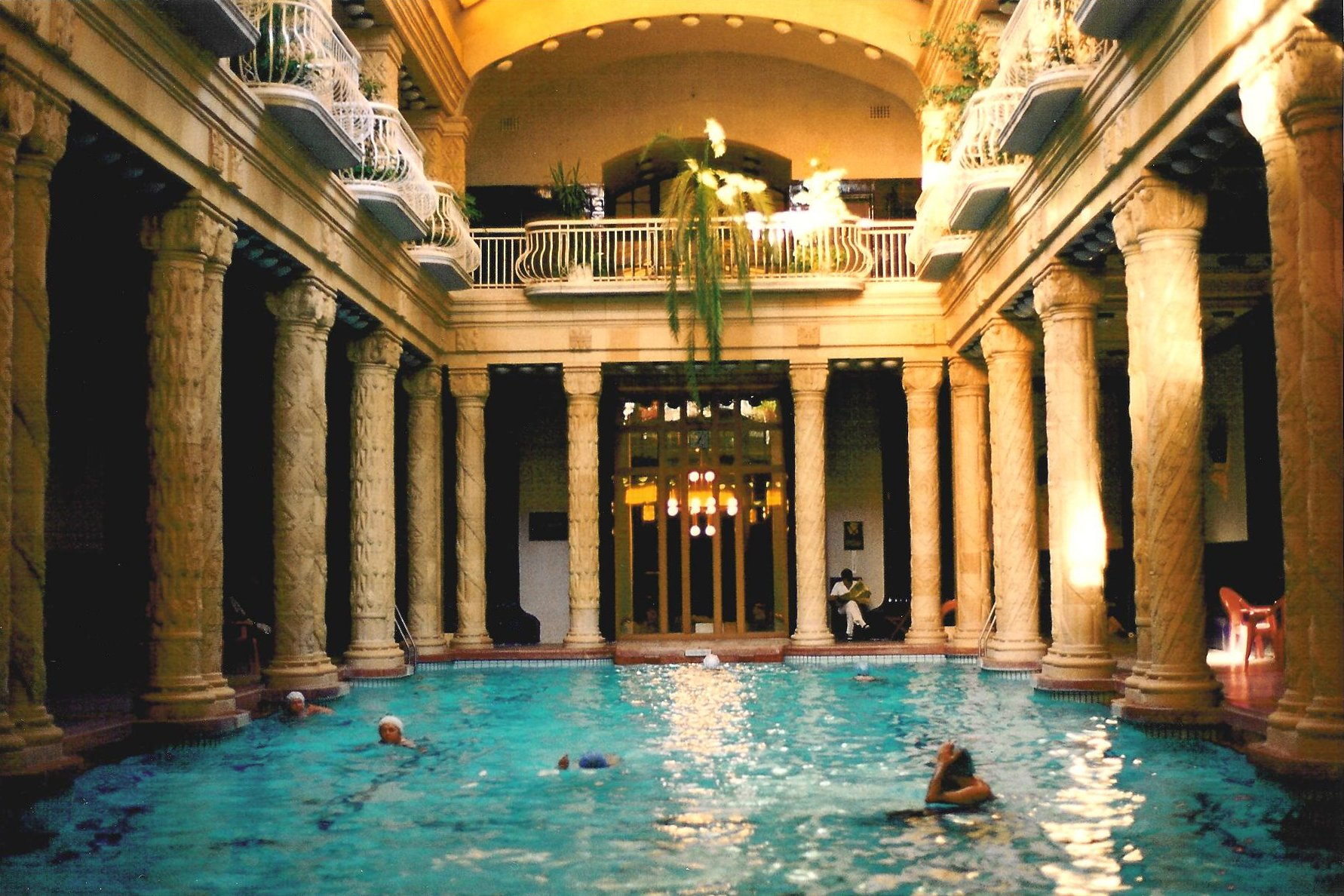
Gellértbad

Das Hotel Gellért (ungarisch Gellért szállóda) ist ein bekanntes Hotel am St. Gellértplatz 1 (ungarisch Szent Gellért tér) Ecke Kelenbergstraße 4 (ungarisch Kelenhegyi út) in Budapest. Es wird seit Dezember 2021 umfassend saniert und soll nach der Sanierung als 5-Sterne-Hotel wiedereröffnet werden. Das nach dem Heiligen Gerhard (ungarisch Gellért) benannte Hotel gehört heute zur Danubius Hotels Group und wurde zwischen 1912 und 1918 zusammen mit dem dazugehörigen Gellértbad im eklektischen Stil der Wiener Secession (Wiener Jugendstil) erbaut und befindet sich am rechten Ufer der Donau neben der Freiheitsbrücke am Fuße des Gellértbergs.

## Architektur und Ausstattung
Im Inneren des als Kurhotel eröffneten Komplexes befindet sich eine Glaskuppel im Jugendstil mit Dekorationen aus Schmiedeeisen. Die Kuppelhalle öffnet sich um einen Innenhof, der als überdachter Wintergarten dient. Die von der Rezeption ausgehende Treppe führt zu einem von Bozó Stanisits entworfenen Glasgemäldefenster, das die Verfolgung des Wunderhirsches Csodaszarvas aus der ungarischen Sagenwelt darstellt. Foyer und Kuppelhalle erinnern an die großen Hallen römischer Thermen. Zu den schönsten Dekorationselementen des Hotels gehören die von der Zsolnay Porzellanmanufaktur produzierten Fliesen und bunten Majolikastatuen sowie die Säulen im Sprudelbad.
Das Hotel Gellért ist eines der bekanntesten historischen Hotels in Europa, die Gäste sind sowohl Geschäftsleute als auch Touristen. Es verfügt über 234 Zimmer, davon 13 Suiten, 38 Superior-Doppelzimmer, 94 Standard-Doppelzimmer sowie 49 Einzelzimmer mit Bad und 40 Einzelzimmer mit Dusche. Die meisten Hotelzimmer befinden sich am Flussufer und besitzen einen Balkon mit Blick auf die Donau.

## Gellértbad
Das Gellértbad (ungarisch Gellért gyógyfürdő) wurde als Teil des Hotel Gellért 1918 eröffnet. Es gilt als eines der schönsten Thermalbäder Ungarns. Im Zweiten Weltkrieg in weiten Teilen zerstört und nach dem Krieg in vereinfachter Weise wieder aufgebaut, wurde es erst bei einer umfassenden Renovierung im Jahr 2008 in seiner ursprünglichen Pracht wieder hergestellt.
Zum Komplex des Gellértbades gehören gemischte Schwimmbecken sowie Thermal- und Dampfbäder, insgesamt drei Außen- und zehn Innenbecken mit Wassertemperaturen zwischen 26 und 40 °C. Das Dach des inneren Hauptbeckens kann bei gutem Wetter geöffnet werden. Zur Ausstattung gehören außerdem ein von verspielt geformten und mosaikgeschmückten Mauern umrahmtes Schwimmbecken unter freiem Himmel, in dem alle 30 Minuten künstliche Wellen erzeugt werden. Auch ein Sprudelbad und eine finnische Sauna mit Tauchbecken sowie ein Kinderbecken sind im Außenbereich vorhanden.

### Thermalwasser
Wesentliche Bestandteile des Thermalwassers sind Natrium, Calcium, Magnesium, Hydrogencarbonate, Sulfate und Fluoridionen. Das Wasser empfiehlt sich zur Anwendung bei degenerativen Erkrankungen der Gelenke, Wirbelsäulenerkrankungen, Arthritis, Bandscheibenvorfällen, Gefäßkrankheiten oder Asthma und chronischer Bronchitis.
| Anionen          | Menge       | Kationen  | Menge    | Andere              | Menge  |
| ---------------- | ----------- | --------- | -------- | ------------------- | ------ |
| Chlorid          | 141,5 mg    | Natrium   | 119,2 mg | Dioxoborsäure       | 2,1 mg |
| Bromid           | 0,5 mg      | Kalzium   | 177,2 mg | Kieselsäuren        | 19,5   |
| Jodid            | 0,04 mg     | Magnesium | 60,1 mg  | freie Kohlensäure   | k. A.  |
| Fluorid          | k. A.       | Eisen     | k. A.    | gelöster Sauerstoff | k. A.  |
| Sulfat           | 331,7 mg    | Kalium    | k. A.    |                     |        |
| Hydrogencarbonat | 488,0 mg    | Lithium   | k. A.    |                     |        |
| Sulfid           | 1,21 mg     |           |          |                     |        |
| andere           | 1554,9 mg/l |           |          |                     |        |

Angaben über die Zusammensetzung des Wassers aus dem Jahr 1954 (k. A. = Angaben nicht verfügbar)

## Geschichte
Die Thermalquellen in und um Budapest waren einer der Gründe, warum sich die Römer an der Donau ansiedelten. Die heilenden Quellen am Fuße des Gellértberges, die auch heute noch das Bad mit Thermalwasser speisen, waren schon zu Zeiten der Árpáden, der ersten ungarischen Herrscherfamilie, bekannt. Ein von den Johannitern gegründetes Krankenhaus hat bereits 1178 existiert. In der Zeit der Türkischen Besatzung wurde das Bad unter Abdurrahman Abdi Pascha als öffentliches Hammām genutzt. Das Bad wurde Sárosfürdő (Schlammbad) genannt, da sich der Mineralschlamm am unteren Beckenrand absetzte. 1832 wurde am Bad ein kleiner Hotelbau errichtet. 1835 besuchte der bayerische König Maximilian II. Joseph das Bad.

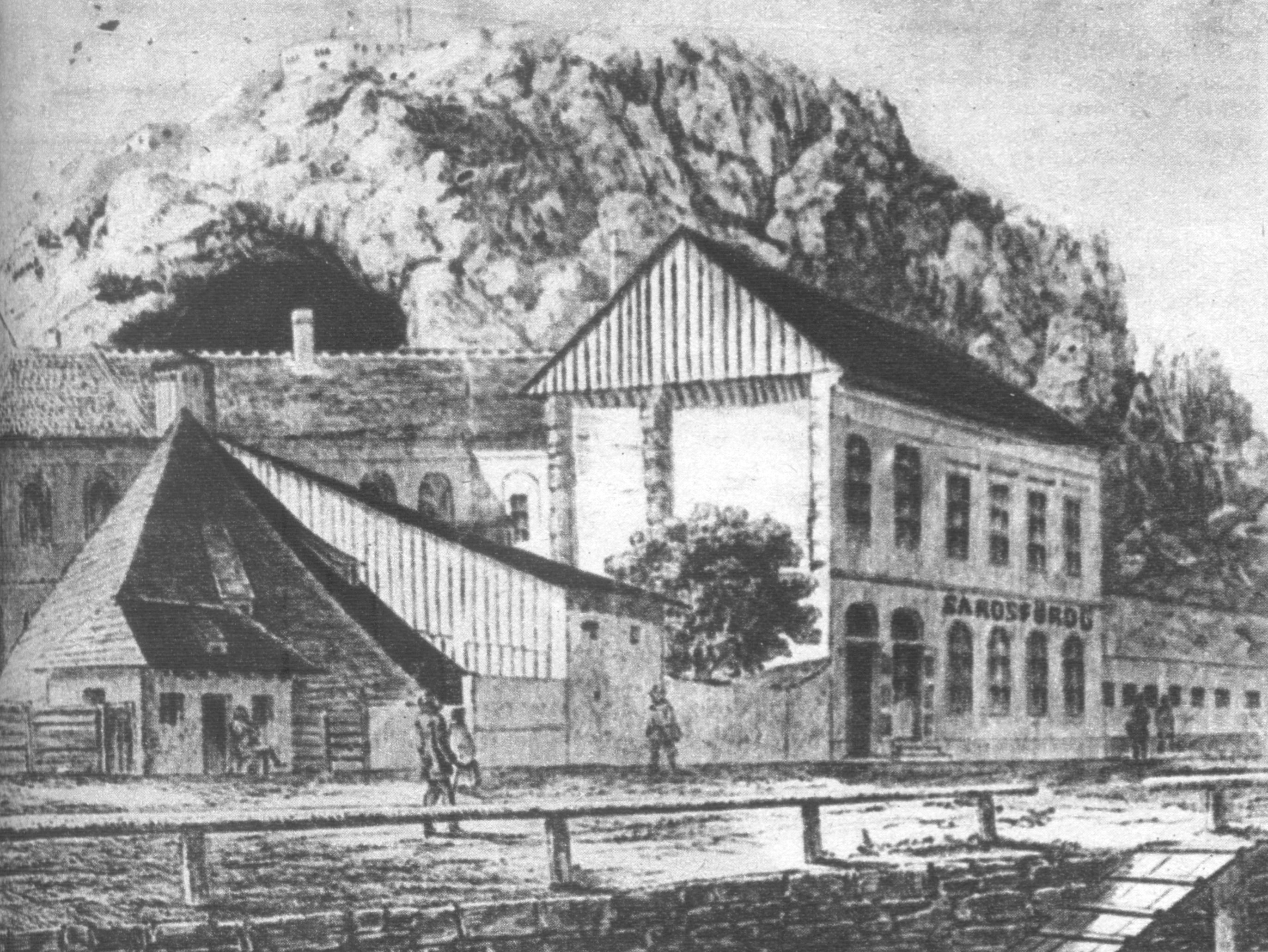
Schlammbad (erbaut im 17. Jh.)

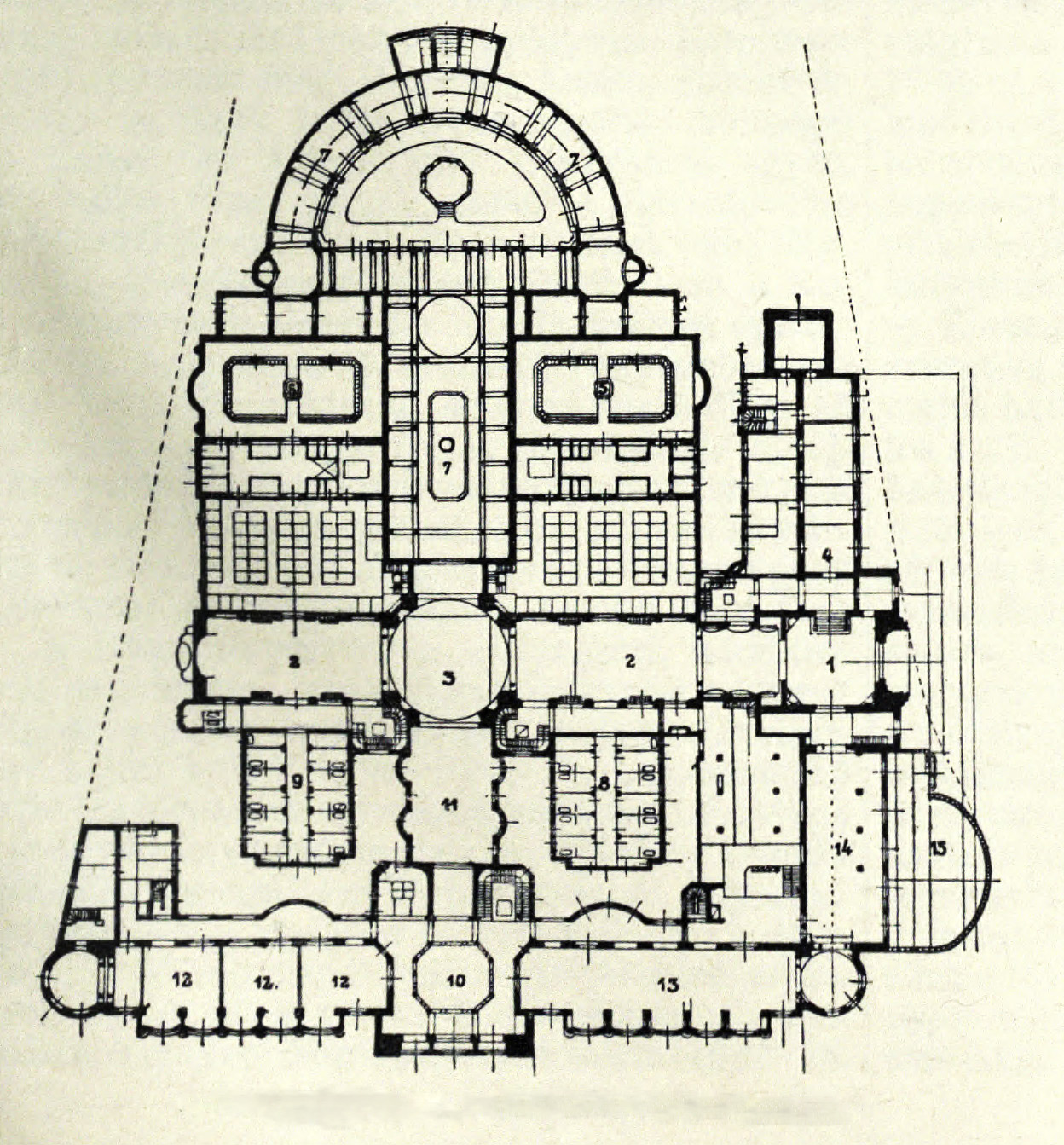
Plan von Hotel Gellért und Gellértbad (1912)

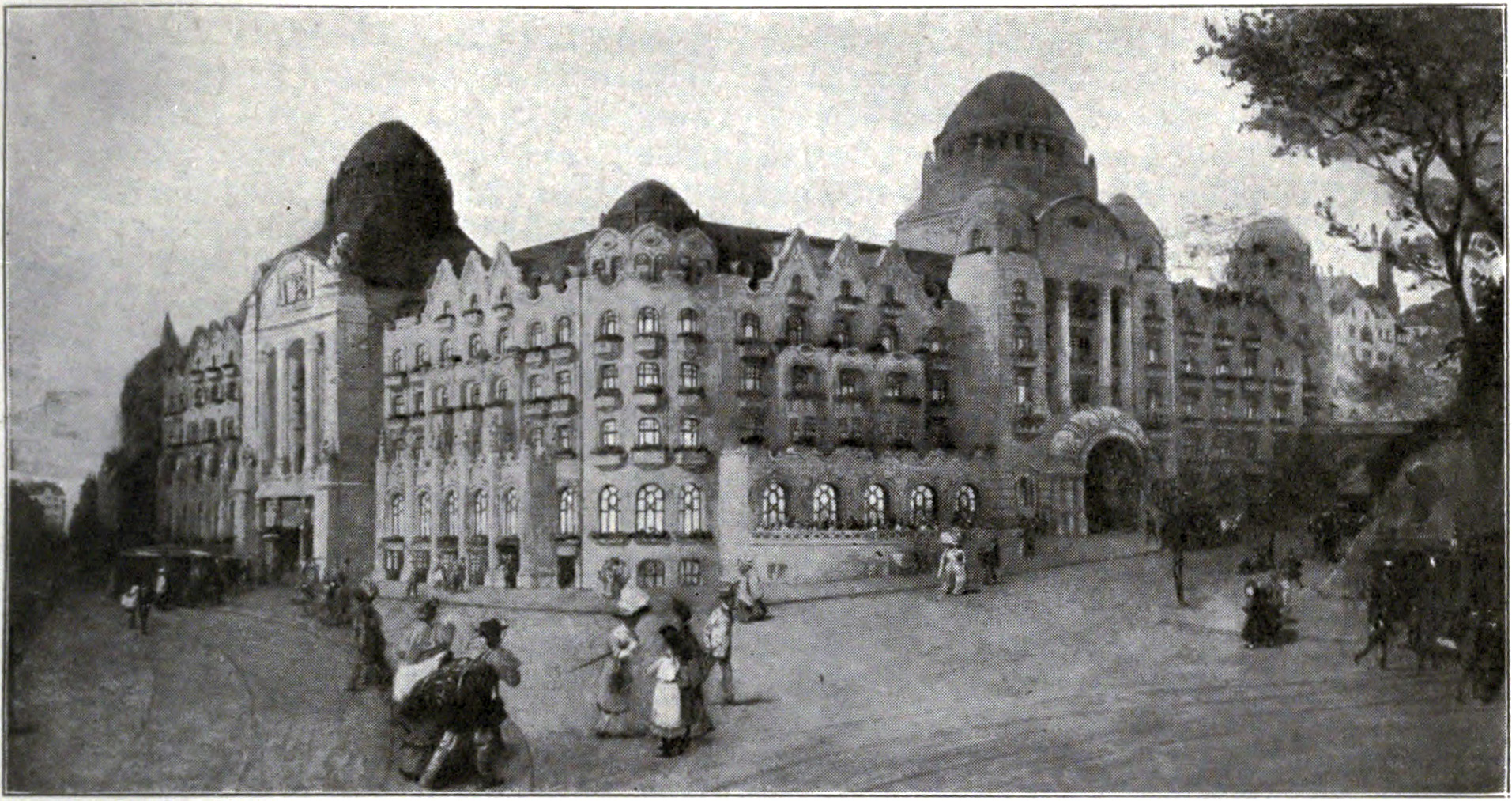
Hotel Gellért (Entwurf, 1912)

1911 begannen die Planungen eines Kurhotels mit integrierten Thermalbad. Unterbrochen durch den Ersten Weltkrieg wurde das Hotel seit 1912 gebaut und im September 1918 mit 176 Zimmern eröffnet. Die Bäder in den Suiten verfügten sowohl über normales Leitungswasser als auch über Thermalwasser. Das Hotel entstand nach Plänen der ungarischen Architekten Ármin Hegedűs (1869–1945), Artúr Sebestyén (1868–1943) und Izidor Sterk (1860–1935) und ist stark von den Jugendstilbauten Ödön Lechners beeinflusst. Die Bauplastik stammt von Aladár Gárdos (1878–1944), der auch einige Plastiken im Gellértbad schuf.
Nach der Asternrevolution wurde das Hotel bis Ende 1919 für militärische Zwecke genutzt. In den 1920er Jahren wurde es zu einem der Zentren des gesellschaftlichen Lebens in Budapest. Am 1. Oktober 1921 war es Veranstaltungsort des internationalen Hotelkongresses. Eine erste Erweiterung des Hotels um 60 Zimmer fand 1927 statt. Dabei wurde nach Plänen Artúr Sebestyéns das Thermalbad um ein Wellenbad erweitert. Dieses historische Wellenbad existiert in seiner ursprünglichen Form noch heute. 1933 bis 1934 wurde der ehemalige Wintergarten des Hotels in ein Sprudelbad umgebaut.
Das Hotelrestaurant wurde 1927 an Károly Gundel verpachtet, der es in den zwanzig Jahren seines Wirkens zu einem Spitzenrestaurant mit internationalem Ruf machte.
Im Zweiten Weltkrieg wurde das Hotel stark beschädigt. Foyer und Kuppelhalle nahmen großen Schaden, die Gebäudefront am Donauufer wurde vollständig zerstört. Der zum Gellértberg weisende Gebäudeteil war teilweise ausgebrannt, dort begann 1946 der Wiederaufbau. Die Instandsetzung der Donauseite begann 1957. Im Jahr 1962 war die Rekonstruktion des Hotels abgeschlossen. 1973 erfolgte die vorerst letzte Renovierung.
Heute teilen sich zwei unabhängige Gesellschaften den Betrieb von Hotel und Bad. Das Hotel ist Eigentum der Danubius Hotels Group. Eigentümer und Betreiber des Gellértbades ist die Budapest Gyógyfürdői és Hévizei Zrt. (BGYH – Budapester Heilbäder und Thermalquellen GmbH) unter dem Dach der städtischen Budapesti Városüzemeltetési Központ Zrt. (BVK HOLDING – Budapester Stadtmanagementzentrum GmbH). Die BGYH unterzog das Bad zwischen Januar 2007 und April 2008 einer umfassenden Sanierung, bei der die Sitzbecken in der Schwimmhalle und im Freien sowie das Kinderbecken moderne Filter- und Umwälzanlagen erhielten.

## Trivia
Marta Eggerth sang 1936 im Film Wo die Lerche singt von Karel Lamač im Gellértbad den Donauwalzer.
1937 verbrachten Juliana, die spätere Königin der Niederlande, und Bernhard zur Lippe-Biesterfeld im Hotel Gellért ihre Flitterwochen.
Die polnische Video- und Installationskünstlerin Katarzyna Kozyra (* 1963) fertigte eine Videoinstallation aus mit einer versteckten Kamera im Gellértbad gedrehten Szenen. Die Installation Men’s Bathhouse wurde 1999 zur Biennale von Venedig gezeigt.
2011 kam das Gellértbad in die Schlagzeilen, als bekannt wurde, dass die Hamburg-Mannheimer Inter-Organisation (HMI), eine Vertriebsorganisation der Hamburg-Mannheimer Versicherungs-AG, im Juni 2007 ihre besten Vertreter zu einer ausschweifenden Sex-Party in das Bad eingeladen hatte. An der Party hätten 20 Prostituierte und mindestens 64 Versicherungsvertreter teilgenommen. Nach Angaben der Staatsanwaltschaft entstand der Versicherung dabei ein Schaden von insgesamt 52.000 €.
Eine Custom-Map des Computerspiels Counter-Strike: Global Offensive (CS:GO) ist im Hotel Gellért des Jahres 2018 angesiedelt. Die Map stellt die Innenräume von Hotel und Gellértbad in realistischer 3D-Animation dar.